# Ілія Суламанідзе
Ілія Суламанідзе (груз. ილია სულამანიძე; 18 червня 2001, Ткібулі, Грузія) — грузинський дзюдоїст, срібний призер Олімпійських ігор 2024 року, призер чемпіонатів світу та Європи.

## Виступи на Олімпіадах
| Олімпіада  | Дисципліна      | Місце |
| ---------- | --------------- | ----- |
| Париж 2024 | до 100 кг       | 2     |
| Париж 2024 | змішана команда | 9     |

## Зовнішні посилання
- Ілля Суламанідзе на сайті International Judo Federation (англійська)
- Ілля Суламанідзе на сайті JudoInside.com (англійська)
- Ілля Суламанідзе на сайті AllJudo.net (французька)
- Ілля Суламанідзе на сайті Olympedia (англійська)